# Tian Han
Tian Han   (Changsha County, 12 de març de 1898 - Pequín, 10 de desembre de 1968),  en xinès tradicional: 田漢; en xinès simplificat: 田汉; en pinyin: Tiánhàn, fou un escriptor xinès del període modern. Dramaturg, fou el principal promotor en Xina del teatre parlat (話劇) de tipus occidental, i és considerat pels historiadors de la dramatúrgia com un dels tres fundadors del teatre parlat xinès, juntament amb Ouyang Yuqian i Hong Shen. És l'autor de la lletra de l'himne nacional xinès, la Marxa dels voluntaris (义勇军进行曲), del 1934.
Va coïncidir amb el Moviment per la Nova Cultura de principis del segle XX i va continuar actiu fins a la Revolució Cultural, quan va morir empresonat. El seu llegat més famós pot ser la lletra que va escriure per a "March of the Volunteers" el 1934, que més tard es va adoptar com a himne nacional de la República Popular de la Xina.

## Biografia
Durant el Moviment del 4 de maig de 1919, Tian Han es va fer conegut per les decidides activitats antiimperialistes i anti-feudalistes que va desenvolupar al voltant del cercle d'artistes i intel·lectuals que va reunir.
Tian va estudiar a la Universitat de Tsukuba al Japó. Quan va tornar a la Xina el 1921, va fundar la Societat de la Creació juntament amb Guo Moruo. La Societat del Sud de la Xina, també encapçalada per Tian, va tenir un paper destacat en la promoció de representacions dramàtiques al sud del país. El 1927, va ensenyar al Departament de Literatura de la Universitat d'Art de Xangai. Més tard, es va unir a La Lliga d'Escriptors Esquerrans, d'ideologia d'esquerres.
Tian va utilitzar diversos àlies i psudònims incloent el seu nom de cortesia Tián Shōuchāng (田壽昌), Bóhóng (伯 鴻), Chén Yú (陳瑜), Shùrén (漱 人) i Hànxiān (漢 仙).
Va ser molt criticat el 1966, en vigílies de la Revolució Cultural, per la seva històrica obra de tatre Xie Yaohuan (1961), on s'hi ataquen les polítiques del president Mao. La crítica d'aquesta obra, juntament amb les de dues altres obres històriques del moment (La destitucuó Hai Rui de Wu Han i Li Huiniang de Meng Chao), van representar el tret de sortida de la Revolució Cultural. Tian Han va ser denunciat en un article del Diari del Poble l'1 de febrer de 1966 titulat "Xie Yaohuan és una gran mala herba verinosa" (田汉 的 "谢瑶环" 是 一棵 大 毒草 Tián Hàn de Xiè Yáohuán Shì yī kē Dà Dúcǎo). Per la seva banda, el diari Jiefang va definir l'obra Xie Yaohuan com un "manifest polític". Tian va ser empresonat com a "contrarrevolucionari" en una presó dirigida personalment per Kang Sheng, on hi va morir el 1968. El 1979, un cop acabada ja la Revolució Cultural, tan ell com Xie Yaohuan van ser reconeguts pòstumament per les autoritats xineses.

## Obra

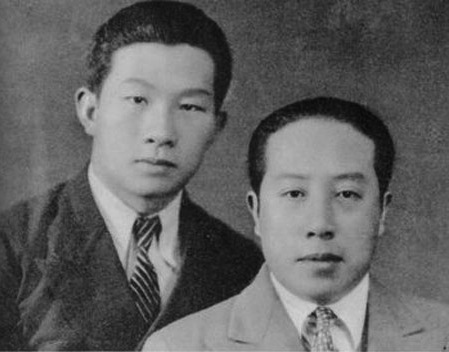
Tian Han (dreta) i Nie Er (esquerra) a Xangai, el 1933.

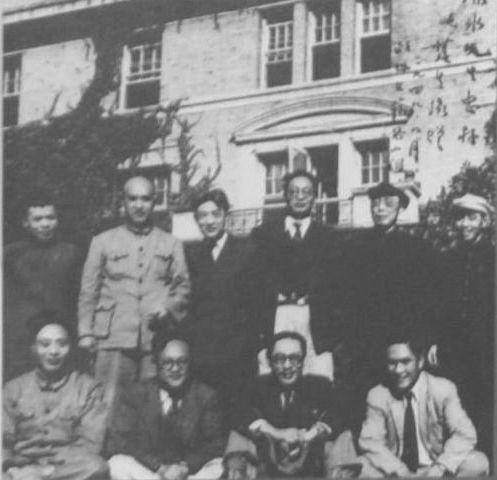
Foto de grup dels cercles literaris i artístics durant la primera sessió de la Conferència Consultiva Política del Poble Xinès. D'esquerra a dreta, la primera fila: Ai Qing, Ba Jin, Shi Dongshan, Ma Sicong; a la fila posterior: Cao Jinghua, Hu Feng, Xu Beihong, Zheng Zhenduo, Tian Han, Mao Dun.

### Obres de tatre
- Kafeidian Yi Ye (Una nit a la cafeteria) 1922
- Wufan Zhiqian (Abans de dinar) 1922
- Huo Hu Zhi Ye (Una nit de captura del tigre) 1924
- Suzhou Ye Hua (Xerrada nocturna de Suzhou) 1928
- Hu Shang de Beiju (Una tragèdia del llac) 1928
- Ming You Zhi Si (Mort d'un actor assenyalat) 1929
- Nan Gui 1929
- Mei Yu (Pluges de prunes) 1932
- Yueguang Qu (Melodia de la llum de la Lluna) 1932
- Luan Zhong 1932
- Yangzi Jiang de Bao Feng Yu (Tempesta al Yangtze) 1935
- Hui Chun Zhi Qu (Melodia de primavera) 1935
- Hong Shui (Inundació) 1935
- Lugou Qiao (El pont de Lugou) 1937
- Han Jiang Yu Ge (La cançó de pescador del riu Han) 1939

Vista panoràmica del Gran Teatre de Tian Han (Changsha, Hunan, Xina).

- Qiu Sheng Fu 1942
- Vista panoràmica del Gran Teatre de Tian Han (Changsha, Hunan, Xina).Liren Xing (Dones de costat)
- Guan Hanqing 1958[6]
- Xiè Yáohuán (謝瑤環) 1961[4]

### Llibrets
- Baishe Zhuan (La serp blanca) 1958

### Guions cinematogràfics
- Cap el poble 到民间去 (Dao minjian qu) (1927) (inacabat)[7]
- La dona moderna (1932)
- Fills i filles en un moment de tempesta (1935)
- Dones de costat (1949)

### Lletres de cançons
- "Marxa dels voluntaris" (1935)
- "La cantant errant" (1937)

### Tranduccions
- Salomé (Oscar Wilde) (1921)[8]